# Chapdes-Beaufort
Pour les articles homonymes, voir Beaufort.
Chapdes-Beaufort [ʃa(p)d bofɔʁ] est une commune française située dans le département du Puy-de-Dôme, en région Auvergne-Rhône-Alpes.

## Géographie

### Localisation
La commune de Chapdes-Beaufort est située dans la région auvergnate des Combrailles.
Huit communes sont limitrophes :
| Les Ancizes-Comps     | Saint-Georges-de-Mons | Manzat      |
| Saint-Jacques-d'Ambur | Chapdes-Beaufort      | Pulvérières |
| Montfermy             | Bromont-Lamothe       | Saint-Ours  |

### Géologie et relief
La commune est située dans la chaîne des Puys. Deux puys dominent le village : le puy de Beaufort (alt. 886 m) et le puy de Montcognol (alt. 921 m).

### Climat
Pour des articles plus généraux, voir Climat d'Auvergne-Rhône-Alpes et Climat du Puy-de-Dôme.
En 2010, le climat de la commune est de type climat des marges montagnardes, selon une étude du Centre national de la recherche scientifique s'appuyant sur une série de données couvrant la période 1971-2000. En 2020, Météo-France publie une typologie des climats de la France métropolitaine dans laquelle la commune est exposée à un climat de montagne ou de marges de montagne et est dans la région climatique Ouest et nord-ouest du Massif Central, caractérisée par une pluviométrie annuelle de 900 à 1 500 mm, maximale en automne et en hiver.
Pour la période 1971-2000, la température annuelle moyenne est de 8,8 °C, avec une amplitude thermique annuelle de 14,9 °C. Le cumul annuel moyen de précipitations est de 951 mm, avec 11 jours de précipitations en janvier et 8,4 jours en juillet. Pour la période 1991-2020, la température moyenne annuelle observée sur la station météorologique de Météo-France la plus proche, « Gelles », sur la commune de Gelles à 16 km à vol d'oiseau, est de 9,5 °C et le cumul annuel moyen de précipitations est de 1 026,1 mm,. Pour l'avenir, les paramètres climatiques de la commune estimés pour 2050 selon différents scénarios d'émission de gaz à effet de serre sont consultables sur un site dédié publié par Météo-France en novembre 2022.

## Urbanisme

### Typologie
Au 1er janvier 2024, Chapdes-Beaufort est catégorisée commune rurale à habitat dispersé, selon la nouvelle grille communale de densité à sept niveaux définie par l'Insee en 2022.
Elle est située hors unité urbaine. Par ailleurs la commune fait partie de l'aire d'attraction de Clermont-Ferrand, dont elle est une commune de la couronne,. Cette aire, qui regroupe 209 communes, est catégorisée dans les aires de 200 000 à moins de 700 000 habitants,.

### Occupation des sols
L'occupation des sols de la commune, telle qu'elle ressort de la base de données européenne d’occupation biophysique des sols Corine Land Cover (CLC), est marquée par l'importance des territoires agricoles (59,4 % en 2018), une proportion sensiblement équivalente à celle de 1990 (60,1 %). La répartition détaillée en 2018 est la suivante : forêts (38,9 %), zones agricoles hétérogènes (36,6 %), prairies (22,8 %), zones urbanisées (1,7 %). L'évolution de l’occupation des sols de la commune et de ses infrastructures peut être observée sur les différentes représentations cartographiques du territoire : la carte de Cassini (XVIIIe siècle), la carte d'état-major (1820-1866) et les cartes ou photos aériennes de l'IGN pour la période actuelle (1950 à aujourd'hui).

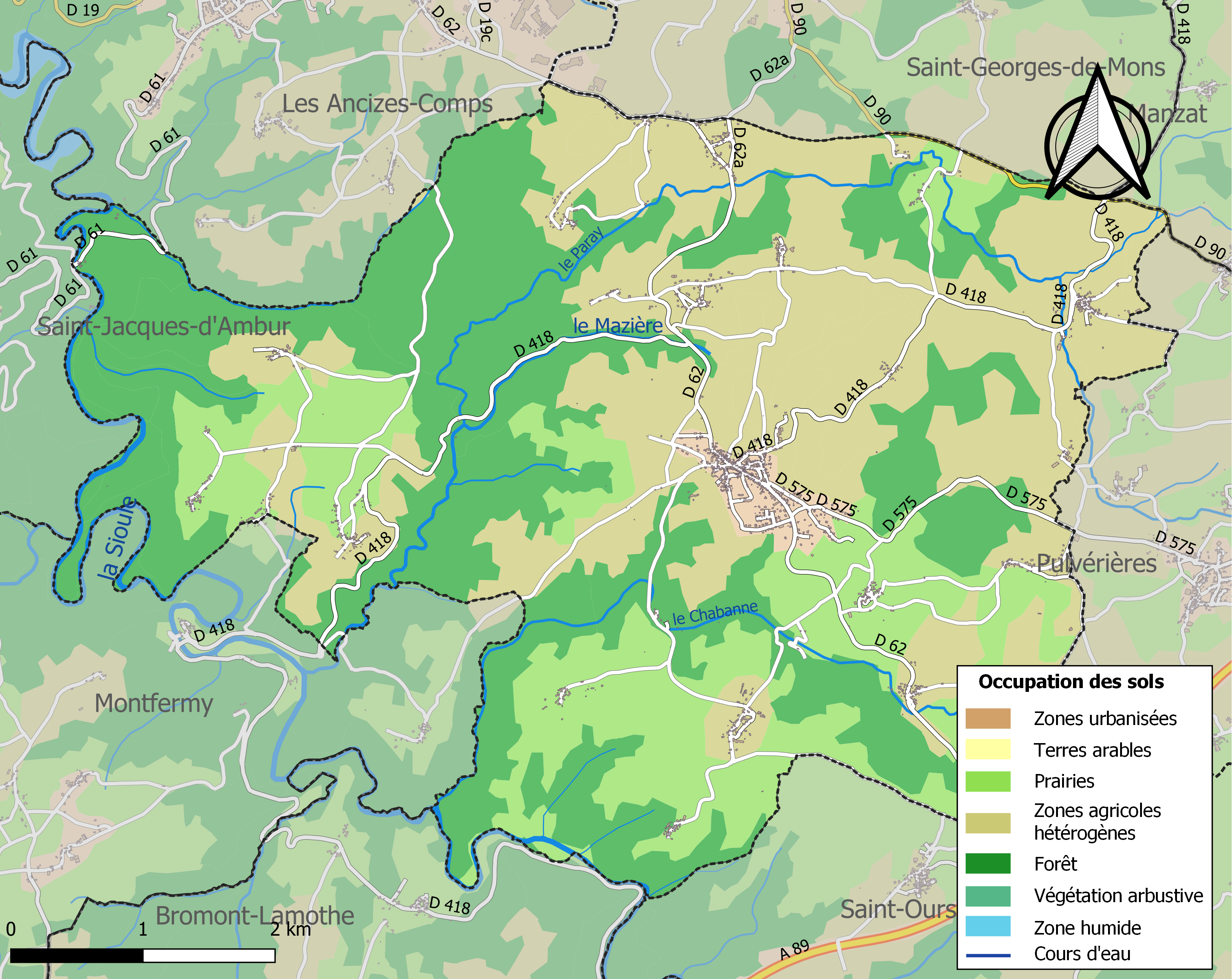
Carte des infrastructures et de l'occupation des sols de la commune en 2018 (CLC).

### Voies de communication et transports
La commune est traversée par les routes départementales 62 (reliant Les Ancizes-Comps à Saint-Ours), 62a (reliant Les Girauds aux Richards, sur la commune de Saint-Georges-de-Mons), 90 (passant à proximité du hameau de Langlérial), 418 (vers Manzat, par le lieu-dit Les Arbres) et 575 (vers Pulvérières).

## Histoire
Le site a été occupé à l'âge de pierre (voir l'article préhistoire) et l'époque gallo-romaine comme en témoignent les vestiges trouvés lors de fouilles archéologiques.
Au Moyen-Âge, on mentionne la seigneurie de Beaufort située dans la paroisse de Chapdes.
En 1219, Guillaume et Raoul de Beaufort, frères, donnèrent une partie de leurs terres à l'ordre des chartreux. À cet emplacement sur le bord de la Sioule fut fondée la chartreuse du Port-Sainte-Marie. Les derniers travaux d'importance eurent lieu au XVIIe siècle. Après sa vente comme bien national pendant la Révolution française elle tomba en ruine.
Le village connut son plein essor lors de l'exploitation de la mine de Barbecot où était exploitée de la galène argentifère. La mine fut exploitée à partir de 1838 par la Société Alphonse Pallu et Cie. Le minérai était transformé en argent à la fonderie de Pontgibaud. La totalité des mines (concession des Combres, Barbecot et Roure) du secteur de Pontgibaud cessèrent leurs activités en 1898.
En 1881, la section de Pulvérières devint une commune à part entière et se sépara de Chapdes-Beaufort.

## Politique et administration

### Découpage territorial
La commune de Chapdes-Beaufort est membre de la communauté de communes Chavanon Combrailles et Volcans, un établissement public de coopération intercommunale (EPCI) à fiscalité propre créé le 1er janvier 2017 dont le siège est à Pontaumur. Ce dernier est par ailleurs membre d'autres groupements intercommunaux. Jusqu'en 2016, elle était le siège de la communauté de communes Pontgibaud Sioule et Volcans.
Sur le plan administratif, elle est rattachée à l'arrondissement de Riom, à la circonscription administrative de l'État du Puy-de-Dôme et à la région Auvergne-Rhône-Alpes. Avant mars 2015, elle faisait partie du canton de Pontgibaud.
Sur le plan électoral, elle dépend du canton de Saint-Ours pour l'élection des conseillers départementaux, depuis le redécoupage cantonal de 2014 entré en vigueur en 2015, et de la deuxième circonscription du Puy-de-Dôme pour les élections législatives, depuis le dernier découpage électoral de 2010 (sixième circonscription avant 2010).

### Élections municipales et communautaires

#### Élections de 2020
Le conseil municipal de Chapdes-Beaufort, commune de plus de 1 000 habitants, est élu au scrutin proportionnel de liste à deux tours (sans aucune modification possible de la liste), pour un mandat de six ans renouvelable. Compte tenu de la population communale, le nombre de sièges à pourvoir lors des élections municipales de 2020 est de 15. Les quinze conseillers municipaux (issus d'une liste unique) sont élus au premier tour, le 15 mars 2020, avec un taux de participation de 50,69 %.
Quatre sièges sont attribués à la commune au sein du conseil communautaire de la communauté de communes Chavanon Combrailles et Volcans.
Quatre adjoints ont été désignés à la suite de l'élection du maire en 2020.

#### Chronologie des maires
| Période                                  | Période                         | Identité          | Étiquette | Qualité |
| ---------------------------------------- | ------------------------------- | ----------------- | --------- | --- |
| Les données manquantes sont à compléter. |                                 |                   |           | |
| 1800                                     | 1815                            | Guillaume Cluzel  |           | |
| 1815                                     | 1817                            | Michel Tournaire  |           | |
| 1817                                     | 1822                            | Pierre Tournaire  |           | |
| 1822                                     | 1843                            | Guillaume Cluzel  |           | |
| 1843                                     | 1861                            | Emile Cluzel      |           | |
| 1861                                     | 1866                            | Simon Chomilliers |           | |
| 1866                                     | 1869                            | Emile Cluzel      |           | |
| 1869                                     | 1870                            | Pierre Chomillier |           | |
| 1870                                     | 1891                            | Prosper Bussières |           | |
| 1891                                     | 1900                            | Michel Cluzel     |           | |
| 1908                                     | 1925                            | Chanteranne       |           | |
| 1929                                     | après 1951                      | Jules Cluzel      | MRP       | |
|                                          |                                 |                   |           | |
| 1965                                     | 1977                            | Marc Rossignol    |           | |
| 1977                                     | 1989                            | Jean Paquet       |           | |
| 1989                                     | 2001                            | Jacques Villet    |           | |
| 2001                                     | 2008                            | Gérard Maillet    |           | |
| mars 2008                                | mai 2020                        | Lionel Muller     | UMP-LR    | Conseiller général du canton de Pontgibaud (2008-2015) Conseiller départemental du canton de Saint-Ours (depuis 2015) |
| mai 2020                                 | En cours (au 15 septembre 2021) | Luc Cailloux      |           | Technicien chez Aubert et Duval                                                                                       |

### Politique environnementale
La gestion des déchets est assurée par le SICTOM de Pontaumur-Pontgibaud. Les déchèteries les plus proches sont situées à Saint-Ours et aux Ancizes-Comps.

## Population et société

### Démographie
L'évolution du nombre d'habitants est connue à travers les recensements de la population effectués dans la commune depuis 1793. Pour les communes de moins de 10 000 habitants, une enquête de recensement portant sur toute la population est réalisée tous les cinq ans, les populations de référence des années intermédiaires étant quant à elles estimées par interpolation ou extrapolation. Pour la commune, le premier recensement exhaustif entrant dans le cadre du nouveau dispositif a été réalisé en 2007.

En 2022, la commune comptait 1 139 habitants, en évolution de +5,56 % par rapport à 2016 (Puy-de-Dôme : +2,1 %, France hors Mayotte : +2,11 %).
| 1793  | 1800  | 1806  | 1821  | 1831  | 1836  | 1841  | 1846  | 1851  |
| ----- | ----- | ----- | ----- | ----- | ----- | ----- | ----- | ----- |
| 1 896 | 1 733 | 1 951 | 2 062 | 2 031 | 2 228 | 2 269 | 2 357 | 2 376 |

| 1856  | 1861  | 1866  | 1872  | 1876  | 1881  | 1886  | 1891  | 1896  |
| ----- | ----- | ----- | ----- | ----- | ----- | ----- | ----- | ----- |
| 2 321 | 2 342 | 2 294 | 2 422 | 2 410 | 1 787 | 1 659 | 1 713 | 1 681 |

| 1901  | 1906  | 1911  | 1921  | 1926  | 1931  | 1936  | 1946  | 1954  |
| ----- | ----- | ----- | ----- | ----- | ----- | ----- | ----- | ----- |
| 1 615 | 1 618 | 1 546 | 1 390 | 1 332 | 1 260 | 1 217 | 1 160 | 1 143 |

| 1962  | 1968  | 1975  | 1982 | 1990  | 1999 | 2006 | 2007 | 2012  |
| ----- | ----- | ----- | ---- | ----- | ---- | ---- | ---- | ----- |
| 1 195 | 1 157 | 1 005 | 990  | 1 011 | 960  | 985  | 988  | 1 041 |

| 2017  | 2022  | - | - | - | - | - | - | - |
| ----- | ----- | - | - | - | - | - | - | - |
| 1 100 | 1 139 | - | - | - | - | - | - | - |

### Enseignement
La commune dépend de l'académie de Clermont-Ferrand et forme, avec la commune voisine de Pulvérières, un regroupement pédagogique intercommunal.
Les élèves commencent leur scolarité à l'école élémentaire publique. Celle-ci accueille les élèves de la petite section au CE1 ; ceux de CE1, CE2, CM1 et CM2 vont à Pulvérières. Ils poursuivent au collège départemental des Ancizes-Comps, puis dans les lycées de Riom :
- au lycée Virlogeux pour les filières générales et la filière technologique sciences et technologies du management et de la gestion (STMG) ;
- au lycée Pierre-Joël-Bonté, à Riom, pour la filière technologique sciences et technologies de l'industrie et du développement durable (STI2D).

L'école élémentaire privée du Sacré-Cœur accueille les élèves de la maternelle au CM2.

### Santé
Une infirmière, des kinésithérapeutes et une psychologue sont installés sur la commune.

## Culture locale et patrimoine

### Lieux et monuments

#### Chartreuse de Port-Sainte-Marie
Les ruines font l'objet de restauration. De nombreux éléments vendus pendant la Révolution sont dispersés dans les églises des communes avoisinantes (Pontgibaud : Autel, Manzat : boiseries, pietà, Comps : statue du fondateur des chartreux, Saint Bruno etc.).

#### Chemin Fais'Art
Le sculpteur Gilles Perez a installé, sur un parcours d'environ trois kilomètres, une vingtaine de sculptures monumentales contemporaines. Elles sont constituées d'éléments sculptés dans le rocher volcanique local.

### Personnalités liées à la commune
- Christophe Antoine Gerle, dit Dom Gerle, prieur de la chartreuse du Port-Sainte-Marie lors de la Révolution française.
- Louis Rosier, coureur automobile, naquit le 5 novembre 1905 à Chapdes-Beaufort. Il gagna avec son fils, au volant d'une Talbot, les 24 Heures du Mans en 1950.
- Henri Longchambon, scientifique et homme politique français ; il organisa un maquis dans les bois de la commune durant la Seconde Guerre mondiale.
- Marius Viple.
- Jean Paquet.
- Antoine Marie Gustave Cluzel, né en 1846 à Chapdes-Beaufort, officier, il fut le premier à établir une carte topographique de la Nouvelle-Calédonie. Au sud-est de Nouméa, au Ouen-Toro, une pointe côtière porte son nom. Nommé chevalier puis, en 1906, promu officier de la Légion d'honneur.
- Gilbert de Serres, né à Chapdes-Beaufort[30].